# Лопатинська Лідія Миколаївна
Лідія Миколаївна Лопатинська (25 грудня 1924, село Григорівка Валегоцулівського району, тепер Ширяївського району Одеської області — 3 липня 2015, Введенський монастир Івановського району Івановської області, Російська Федерація) — українська радянська діячка, новатор сільськогосподарського виробництва, доярка колгоспу «Україна» Ширяївського району Одеської області. Депутат Верховної Ради УРСР 6—7-го скликань. Герой Соціалістичної Праці (22.03.1966).

## Біографія
Народилася у селянській родині. Закінчила сільську школу.
Трудову діяльність розпочала у 1945 році робітницею дослідного господарства Всесоюзного селекційно-генетичного інституту в Одеській області. У 1947 році переїхала до села Михайлівки Ананьївського оайону Одеської області, де працювала нянькою у дитячих яслах, колгоспницею та ланковою колгоспу.
З 1958 року — доярка молочнотоварної ферми колгоспу «Україна» смт. Ширяєве Ширяївського району Одеської області. Ударник комуністичної праці. У 1962 році одержала від кожної корови по 3 476 кг. молока на рік, а у 1967 році — по 5 364 кілограми. Була ініціатором почину за отримання 3 тисяч кілограмів молока від фуражної корови (почин доярок-«трьохтисячниць»).
Указом Президії Верховної Ради СРСР від 22 березня 1966 року Лідії Лопатинській присвоєно звання Героя Соціалістичної Праці з врученням ордена Леніна і золотої медалі «Серп і Молот».
Потім — на пенсії. У 1993 році переїхала з дочкою в місто Кімри Тверської області Російської Федерації. У 2005 році отримала серйозну травму тазостегнового суглоба, після якої втратила можливість ходити.
22 березня 2006 року у Введенському монастирі міста Іваново пострижена в черниці з іменем Людмила. 17 березня 2015 року з благословення митрополита Іваново-Вознесенського і Вичузького Йосипа пострижена у Велику схиму з нареченням імені Апеллія.
Померла у Введенському монастирі. Похована на Романівському подвір'ї монастиря поблизу села Михальово Івановського району Івановської області.

## Нагороди
- Герой Соціалістичної Праці (22.03.1966)
- орден Леніна (22.03.1966)
- медаль «Ветеран праці»
- медалі